# Talayot de Trebalúger
Le talayot de Trebalúger est une construction attribuée à la culture talayotique située sur la commune d'Es Castell sur l'île de Minorque dans l'archipel des Baléares en Espagne. Il a été édifié sur une maison plus ancienne datée de l'Âge du bronze.

## Historique
Au début du XXe siècle, le sommet de l'édifice avait été transformé en verger. L'édifice a été fouillé entre 1987 et 1990 sous la direction conjointe des archéologues Aantoni López, Joana Gual et Lluis Plantalamor. Le dolmen a été déclaré bien d'intérêt culturel en 1966 (référence R.I - 51-0003766). En 2013, l'Espagne a proposé l'inscription du site au titre de la « culture talayotique de Minorque » sur la liste indicative de l'UNESCO, préalable à une possible inscription au patrimoine mondial.

## Description
C'est l'un des plus anciens talayots construit sur l'île de Minorque, mais en raison de son architecture particulière, certains archéologues préfèrent le mentionner comme un édifice « touriforme ». La fouille de la partie supérieure de l'édifice a ainsi mis en évidence que l'édifice a été construit autour d'un affleurement rocheux sur lequel avait été précédemment édifié une habitation datée du Naviforme. Les vestiges de cette maison sont encore visibles au sommet de l'édifice actuel : la forme quadrangulaire dessinée par une ligne de pierres, séparées d'environ 1 m les unes des autres, correspond aux bases des anciennes colonnes qui soutenaient le toit de la maison et les lignes parallèles en petites pierres correspondent à la base d'un mur à double parement. 
Le mur en pierres sèches, de forme elliptique, qui entoure le sommet de l'édifice actuel, est en grande partie d'époque récente, il fut construit pour protéger le verger du vent, contrairement au mur en appareil cyclopéen, de forme polygonale visible à la base du « talayot », qui fut édifié lors de la construction de ce dernier.

## Matériel archéologique
Selon Martinez Santa-Olalla, un grand foyer renfermant des ossements d'animaux, deux meules et de nombreux fragments de céramique furent découverts durant les travaux d'aménagement du verger. Ce matériel archéologique a depuis été perdu. Les fouilles des années 1980-1990 ont permis de réaliser une datation par le carbone 14 sur les vestiges matériels trouvés dans la maison datée du Naviforme. Elle correspond à une période comprise entre 1350 et 1100 av. J.-C.